# Maria av Borovsk
Maria Jaroslavna av Borovsk, född 1418, död 1484, var en storfurstinna av Moskva, gift med storfurst Vasilij II av Moskva.

## Biografi
Maria Jaroslavna var dotter till Jaroslav (Athanasius) Vladimirovitj, furste av Serpukhov, Borovsk och Malojaroslavskogo, och Maria Feodorovna, och blev 1433 gift med Vasilij II. År 1434 fördes hon till Galich efter att maken avsatts från tronen av sina släktingar Dmitrij Sjemjaka, Boris av Tver och Ioann Mozjajskij. Hon tillbringade flera år i Galich innan hon kunde återvända till Moskva.  
Den 12 februari 1446 erövrades Moskva av Dmitrij Sjemjaka, Boris av Tver och Ioann Mozjajskij. Hon fängslades då en tid med maken. Maria Jaroslavna var politiskt aktiv och engagerade sig tillsammans med sin svärmor i statsförvaltningen. Hon beviljade kyrkan privilegier för att köpa sig dess stöd, bland annat genom att år 1450 lätta på tullen till Heliga treenighetens kloster och liknande åtgärder. 
Efter Vasilijs död år 1462 förlänades Maria Rostov och Posjechonje som personliga län och blev därmed dess regent. Annalerna beskriver Maria Jaroslavna som en klok och förnuftig mor som ofta tillfrågades om råd av sina vuxna barn. Hon lät 1467 renovera Himmelsfärdsklostret i Kreml. År 1480 välsignade hon sin son Ivan III:s strid med Khan Ahmad och Moskvas frigörelse från mongolerna. Maria blev nunna 1482 under namnet Martha.